# 张士燮
张士燮（1932年—2007年7月20日），曾用笔名龚锠，男，天津人，中国歌词作家，1980年加入中国共产党，曾任中国音乐家协会理事。

## 生平
1932年，张士燮出生于天津市区一个贫苦人家。1949年，高中肄业的张士燮参加中国人民解放军，在第四野战军服役，参加了南下剿匪等战役战斗。1950年，张士燮开始专业文艺创作，最初是在战斗间隙跟指导员学习写快板、写报道，并尝试着写歌词、写京剧，创作了一些虽显稚嫩但富有激情反映战斗生活的文艺作品。1951年，张士燮发表其处女作独幕话剧《天亮前后》，随后很快被调入专业文艺团队，成为一名文工团战士。
1980年12月12日，张士燮加入中国共产党。
任空军政治部文工团创作室主任，
2007年7月20日，张士燮去世。

## 作品

### 大型歌舞
曾编写过大型歌舞《革命历史歌曲表演唱》，参加过大型音乐舞蹈史诗《东方红》和《中国革命之歌》的创作。

### 歌曲作词
《毛主席来到咱农庄》、《社员都是向阳花》、《银球飞舞花盛开》、《农友歌》、《十送红军》等。
歌曲集《原谅我》，北京市宏运文化娱乐公司录制，中国文采声像出版公司出版。